# Longino (prefetto)
Longino (fl. 568-575) è stato prefetto del pretorio d'Italia sotto l'imperatore bizantino Giustino II.
Secondo la The Prosopography of the Later Roman Empire, fu prefetto del pretorio d'Italia dal 568 fino ad almeno al 574/575, anno in cui è per l'ultima volta attestato. In passato, sulla base delle teorie errate dell'umanista Flavio Biondo, si riteneva che Longino fosse stato il primo esarca d'Italia e che il suo mandato fosse terminato nel 584. Queste teorie sono poi state smentite dalla storiografia moderna (ad esempio il Diehl), sulla base delle fonti primarie (Paolo Diacono e un'epigrafe) che lo definiscono "praefectus", quindi prefetto del pretorio d'Italia.

## Biografia
Nel 568 venne nominato Prefetto del Pretorio d'Italia, sostituendo Narsete. Secondo una leggenda, tuttavia Narsete, furente per aver perso la carica di governatore dell'Italia, si vendicò dell'Imperatore Giustino II invitando Alboino, re dei Longobardi, a invadere l'Italia. Alboino invase l'Italia senza trovare quasi alcuna opposizione da parte dei Bizantini e del loro prefetto Longino e ben presto l'intero Nord Italia cadde sotto il giogo longobardo. Longino comunque costruì delle opere difensive a Cesarea, nelle vicinanze di Ravenna. Alboino venne poi ucciso in una congiura da Elmechi; quest'ultimo tentò di impadronirsi del potere, ma fallì perché i Longobardi, addolorati per l'assassinio di Alboino, volevano ucciderlo.
Rosmunda, moglie di Alboino e una dei congiurati, chiese aiuto a Longino chiedendogli asilo politico a Ravenna. Longino mandò da loro una nave, che portò Rosmunda, Elmechi, Alpsuinda e tutto il tesoro dei Longobardi a Ravenna. Qui Longino istigò Rosmunda a uccidere Elmechi, promettendo di sposarla. Rosmunda, lusingata dall'ambizione di diventare signora di Ravenna, avvelenò Elmechi ma quest'ultimo, scoperto di essere stato avvelenato, costrinse Rosmunda a bere anche lei il veleno. In questo modo entrambi morirono.
Dopo questi avvenimenti Longino inviò a Costantinopoli dall'Imperatore Alpsuinda e il tesoro dei Longobardi. Taluni sostengono che venne inviato a Costantinopoli anche Peredeo, a cui vennero cavati gli occhi; Peredeo poi si vendicò uccidendo due funzionari bizantini.
È ignota la data della morte di Longino. È ancora attestato come prefetto nel 574/575 da un'epigrafe.